# Franquía
Franquía es la situación en la cual un buque tiene paso franco para hacerse a la mar o tomar determinado rumbo.
Es la colocación de un buque de modo tal que haciendo un rumbo dado, está libre de cualquier obstáculo. Así se dice ponerse en franquía a la maniobra que efectúa un barco que está fondeado para dejar el fondeadero, colocándose en lugar del que no le dificulten la salida otros buques u obstáculos que puedan existir.
También se dice estar en franquía, ganar franquía, franquearse y salir a franquía.